# KDStV Franconia Aachen
Die Katholische Deutsche Studentenverbindung Franconia zu Aachen im CV (KDStV Franconia im CV) ist eine katholische, deutsche, farbentragende Studentenverbindung an der RWTH Aachen, die die Domwache des Aachener Doms stellte. Sie gehört dem Cartellverband (CV) an.
Die Verbindung verbietet ihren Mitgliedern die Teilnahme an Duellen und Mensuren. Ordentliches Mitglied können ausschließlich männliche, katholische Studenten werden, die die deutsche Sprache beherrschen, sich der deutschen Kultur verbunden fühlen und an einer Aachener Hochschule studieren.
Die Verbindungsmitglieder werden Aachener Franken genannt. Franconia hat – seit dem Übertritt der Austria Innsbruck, Norica Wien und Carolina Graz in den ÖCV –  die Nummer 23 in der amtlichen Reihenfolge der Cartellverbindungen. Die offizielle Abkürzung ist FcA.

## Geschichte
Die KDStV Franconia wurde am 17. Oktober 1898 in Aachen als CV-Verbindung gegründet. Am 20. November desselben Jahres wurde ihre Satzung durch den Senat der Technischen Hochschule Aachen genehmigt, wodurch sie als Korporation an der Hochschule anerkannt wurde.
Am 18. Dezember 1898 wurde die KDStV Franconia unter Patenschaft der KDStV Bavaria Bonn in den Cartellverband (CV) aufgenommen. Oswald Höhl war ab 1906 erster Philistersenior der Verbindung.
Von 1906 bis 1907 übernahm Franconia den Vorort (CV-Vorsitz) mit Paul Hurck als Vorortspräsidenten. Am 12. Januar 1908 wurde der Studentenheimverein Franconia gegründet mit dem Ziel, der Verbindung den Erwerb eines Hauses zu ermöglichen, da von 1898 bis 1911 Verbindungsveranstaltungen nur in Gasthöfen wie dem Wehrhaften Schmied und dem Reichshof stattfanden. Im April 1911 konnte dann ein Haus in der Turmstraße 36 erworben werden.
In der Zeit des Ersten Weltkriegs wurden keine Farben in der Öffentlichkeit getragen. Am 1. Januar 1917 erfolgte die Schließung des Frankenhauses, 1918 seine Beschlagnahmung, was den Verbindungsbetrieb einschränkte, jedoch nicht verhinderte.
Am 9. März 1920 gründete Franconia aufgrund einer zu großen Aktivitas die Tochterverbindung KDStV Kaiserpfalz zu Aachen. 1924 erschien die Schwarz-Grün-Gold (SGG) als Verbindungszeitschrift zum ersten Mal. 1926 wurde das Frankenhaus neu eingeweiht.
In der Zeit des Nationalsozialismus trug die Franconia mit dazu bei, die Führung des Cartellverbands der katholischen deutschen Studentenverbindungen abzuwählen, weil diese 1933 nicht direkt Adolf Hitler ihre Ergebenheit versichert hatte. Am 3. November 1935 fand aufgrund der Umstrukturierungen in den Verbindungen zu dieser Zeit die letzte Kneipe in vollen Farben statt. Am 1. Juni 1936 wurde die Aktivitas durch die Altherrenschaft aufgelöst, 1937 wurde das Frankenhaus verkauft und 1938 der Altherrenverein zwangsaufgelöst.

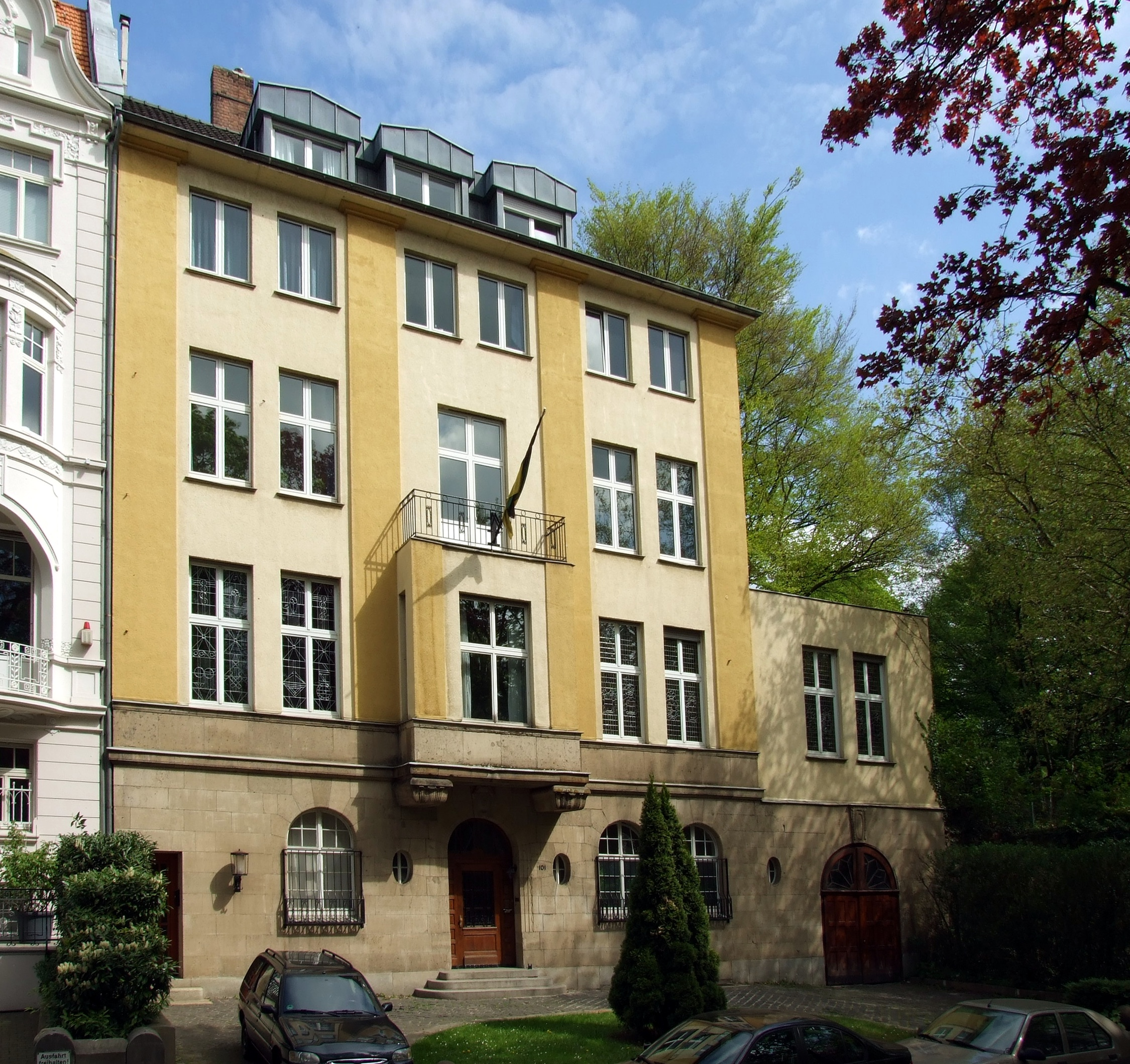
Haus der Franconia ab 1959

1945 wurde der Altherrenverband wiederbegründet.
Am 24. Februar 1947 fand die Gründung der Gruppe Amicitia statt, die nachher zur Gruppe Roland wurde. Im Mai desselben Jahres übernahm der Altherrenverband die Patenschaft dieser Gruppe Roland und übergab ihr die Verbindungsfarben. Im November 1947 konnte ein neues Haus in der Kruppstraße 12 gekauft werden. (Das Haus ist heute Sitz der KDStV Makaria.) Am 31. Mai 1949 wurde die Gruppe Roland in Aktivitas der KDStV Franconia umbenannt und am 28. Juni 1950 durch den Rektor und Senat der RWTH Aachen wieder anerkannt.
1954 konnte das Grundstück in der Turmstraße 36 wieder in Besitz genommen und 1957 das Haus in der Ludwigsallee 101 gekauft werden, das dann zum 60. Stiftungsfest 1959 als neues Verbindungshaus eingeweiht werden konnte.
Im Mai 1999 feierte Franconia ihr 100. Stiftungsfest im Eurogress Aachen.
Im Mai 2003 beschloss die Versammlung aller Mitglieder die Öffnung der Franconia: Als Studentenverbindung am Studienort Aachen ist Franconia geschichtlich verwurzelt an der RWTH Aachen. Nun wird aber auch Studenten anderer Hochschulen Aachens der Beitritt ermöglicht. Am 30. Juni 2008 wurde die Franconia das 2000. Mitglied des Aachener Karls- und Dombauvereins.

## Wappen und Zirkel
Das neue Wappen in den Farben der Verbindung ist unterteilt in fünf Einzelfelder. Im oberen Teil sind links zwei sich die Hand reichende Hände vor zwei gekreuzten Fackeln zu sehen. Diese Symbole stehen für das Prinzip „amicitia“. Rechts daneben ist der Reichsadler für das Prinzip „patria“ abgebildet. Im unteren Teil sind links ein Kreuz für „religio“ und rechts die Verbindungsfarben abgebildet. In der Mitte findet sich der Zirkel der Verbindung wieder. Das „V“ steht für vivat, das „C“ für cresceat und das „F“ für floreat.

KDStV Franconia-Wappen
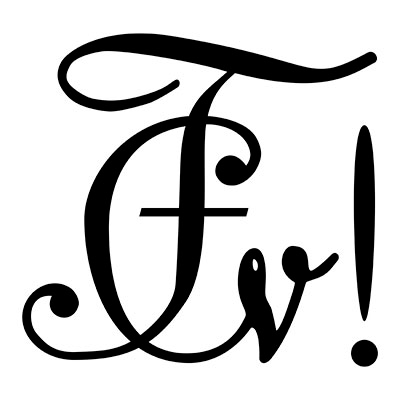
KDStV Franconia-Zirkel

## Franconia als Mitglied im Aachener Cartellverband (ACV)
Der Aachener Cartellverband (ACV) ist als Ortsverband ein Zusammenschluss aus sieben Aachener Cartellverbindungen: Der KDStV Franconia, der KDStV Baltia, der KDStV Makaria, der KDStV Marchia, der KDStV Kaiserpfalz, der KDStV Bergland und der KDStV Ripuaria. Durch den Zusammenschluss im ACV werden zusätzliche Programmpunkte im Semesterprogramm mit dem anderen Aachener Cartellverbindungen koordiniert. Die enge Verbundenheit mit den anderen Verbindungen zeigt sich aber auch darin, dass Franconia zur Gründung, Wiederbegründung und Umsiedlung ortsansässiger Verbindungen beigetragen hat:
- Da Franconia 1920 eine zu große Aktivitas hatte, wurde die KDStV Kaiserpfalz gegründet, die von da an als Tochterverbindung die „Franken“ unterstützten sollte.
- Als die KDStV Bergland im Jahre 1925 wegen zu niedriger Mitgliederzahlen von Freiberg nach Aachen übersiedelte, wurde sie durch Mitglieder der Franconia bei der Bildung eines neuen Vorstandes unterstützt.
- 1951 wurde die KDStV Saxo-Thuringia Dresden (jetzt in Bochum) in Aachen wiederbegründet. Auch dabei wurde Mithilfe der „Franken“ geleistet, um einen angemessenen Neuanfang zu ermöglichen.
- Im Jahre 1953 wurden Studentenverbindungen im Ostteil Berlins verboten, weshalb die KDStV Makaria Berlin nach Aachen umzog. Da auch bei ihnen dadurch Personalmangel entstand, haben Mitglieder der KDStV Franconia und KDStV Marchia mitgeholfen, diese Verbindung in Aachen im ehemaligen Hause der Franconia erneut zu etablieren.

## Nachtwächter des Aachener Doms
Über 60 Jahre lang wurden ausschließlich „Franken“ engagiert, um nachts durch mehrere Rundgänge für die Sicherheit des Aachener Doms zu sorgen. Diese Tätigkeit hat ihren Ursprung in der historischen Domwache im Zweiten Weltkrieg. In den 1950er Jahren wurden auf Initiative des Domprälats Erich Stephany, seit Studentenzeit einem Mitglied der Franconia, ehrenamtliche Tätige für dieses Amt gesucht und unter der katholischen Studentenschaft Aachens gefunden. Als Mitglieder der Katholischen Hochschulgemeinde die KDStV Franconia Aachen wiederbegründeten, begannen auch deren Mitglieder, an der (nächtlichen) Domwache teilzunehmen. Im Lauf der Zeit stellten nur noch Mitglieder der KDStV Franconia diese Nachtwächter. Im Herbst 2023 endete die Tradition durch Entscheid des Aachener Domkapitels, das eine videobasierte Brandmelde- und Alarmanlage hatte installieren lassen. Bis dahin war gewährleistet, dass 365 Tage im Jahr nachts ein Franke Wache hielt, damit keine Schäden auftreten (wie z. B. Feuer oder Einbruch). Der anfangs ehrenamtliche Dienst wurde später gegen Entgelt ausgeübt.
Durch die Domwache dem Münster verbunden, engagiert sich die Verbindung auch im Karls- und Dombauverein. Sie wurde 2008 anlässlich des 50. Jahrestages der Übernahme der Domwache das 2.000 Mitglied des Vereins. Die Studentenverbindung übernahm 2008 eine der Patenschaften für die Restaurierung des Kuppelmosaiks.

## Bekannte Mitglieder

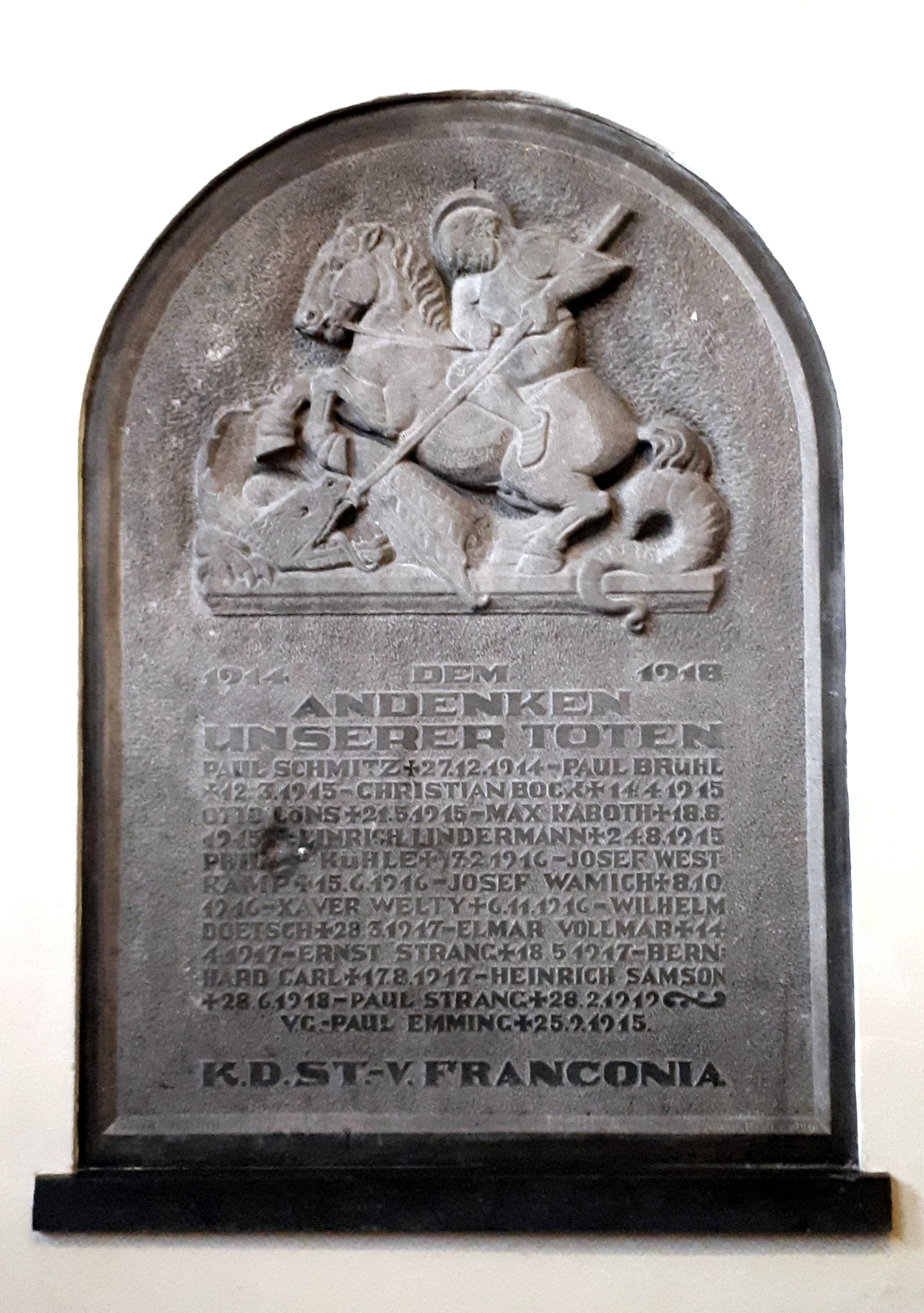
Gedenktafel für die Opfer des Ersten Weltkriegs in der Heilig-Kreuz-Kirche Aachen

- Franz Rudolf Bornewasser (1866–1951), Bischof von Trier von 1922 bis 1951
- Hermann Pütz (1878–1928), Landrat des Landkreises Aachen
- Albert Huyskens (1879–1956), Historiker, Archivar und Bibliothekar
- Wilhelm Rombach (1884–1973), Regierungspräsident des Regierungsbezirks Aachen, Oberbürgermeister von Aachen und Staatssekretär im nordrhein-westfälischen Innenministerium
- Hans Schulze-Gahmen (1885–1942), deutscher Baumeister und Baubeamter
- Johannes Joseph van der Velden (1891–1954), Bischof von Aachen von 1943 bis 1954
- Heinz Küppenbender (1901–1989), Mitglied der Geschäftsleitung der Firma Carl Zeiss in Jena und Verbandsfunktionär
- Hans Königs (1903–1988), Architekt und 1. Stadtkonservator von Aachen
- Ernst Nusselein (1908–1992), Geistlicher und Fernseh-Pfarrer
- Hans Grünzig (1909–1986), deutscher Bauingenieur und Manager
- Erich Stephany (1910–1990), Prälat und Domkapitular em. im Dom zu Aachen
- Georg Lücking (1912–1992), deutscher Bauingenieur und Verbandsfunktionär
- Hans Heinrich Moll (1913–2008), deutscher Ingenieur und Manager
- Wolfgang Brinkmann (1920–2014), deutscher Agrarwissenschaftler, Landtechniker und Hochschullehrer
- Friedrich-Karl Bassier (1921–1996), deutscher Bergwerksdirektor
- Dieter Weidemann (1938–2019), Präsident der Vereinigung der hessischen Unternehmerverbände (VhU) und Hessenmetall
- Friedhelm Hillebrand (* 1940), Pionier des Mobilfunks, Telekommunikationsmanager und Fachbuchautor
- Eberhard Jochem (* 1942), Professor für Energiewirtschaft und Nationalökonomie an der ETH Zürich
- Gerd Tenzer (* 1943), Vorstandsmitglied der Deutschen Telekom und Verbandsfunktionär
- Franz-Josef Paefgen (* 1946), Chairman & CEO von Bentley Motors
- Peter E. Kruse (* 1950), Vorstandsmitglied der Deutschen Post und Aufsichtsratsmitglied der Österreichischen Post
- Hendrik Schulte (* 1958), Staatssekretär im Ministerium für Verkehr des Landes Nordrhein-Westfalen a. D.
- Hans-Harald Bolt (1960–2021), deutscher Ingenieurwissenschaftler
- Andreas Frick (* 1964), Generalvikar des Bistums Aachen